# ماري سارة
ماري سارة (بالإنجليزية: Mary Sarah)‏ هي مغنية وكاتبة غنائية أمريكية، ولدت في 7 يوليو 1995 في تلسا في الولايات المتحدة.

## وصلات خارجية
- الموقع الرسمي
- ماري سارة على موقع ميوزك برينز (الإنجليزية)
- ماري سارة على موقع أول ميوزيك (الإنجليزية)
- ماري سارة على موقع ديسكوغز (الإنجليزية)